# Gūgchīn
Gūgchīn (persiska: گوگچین) är en ort i Iran.   Den ligger i provinsen Khorasan, i den östra delen av landet, 800 km öster om huvudstaden Teheran. Gūgchīn ligger 2 024 meter över havet och antalet invånare är 273.
Terrängen runt Gūgchīn är kuperad söderut, men norrut är den platt.Runt Gūgchīn är det glesbefolkat, med 12 invånare per kvadratkilometer. Närmaste större samhälle är Naqenj, 11,8 km nordväst om Gūgchīn. Trakten runt Gūgchīn är ofruktbar med lite eller ingen växtlighet.